# Barbara Bielecka

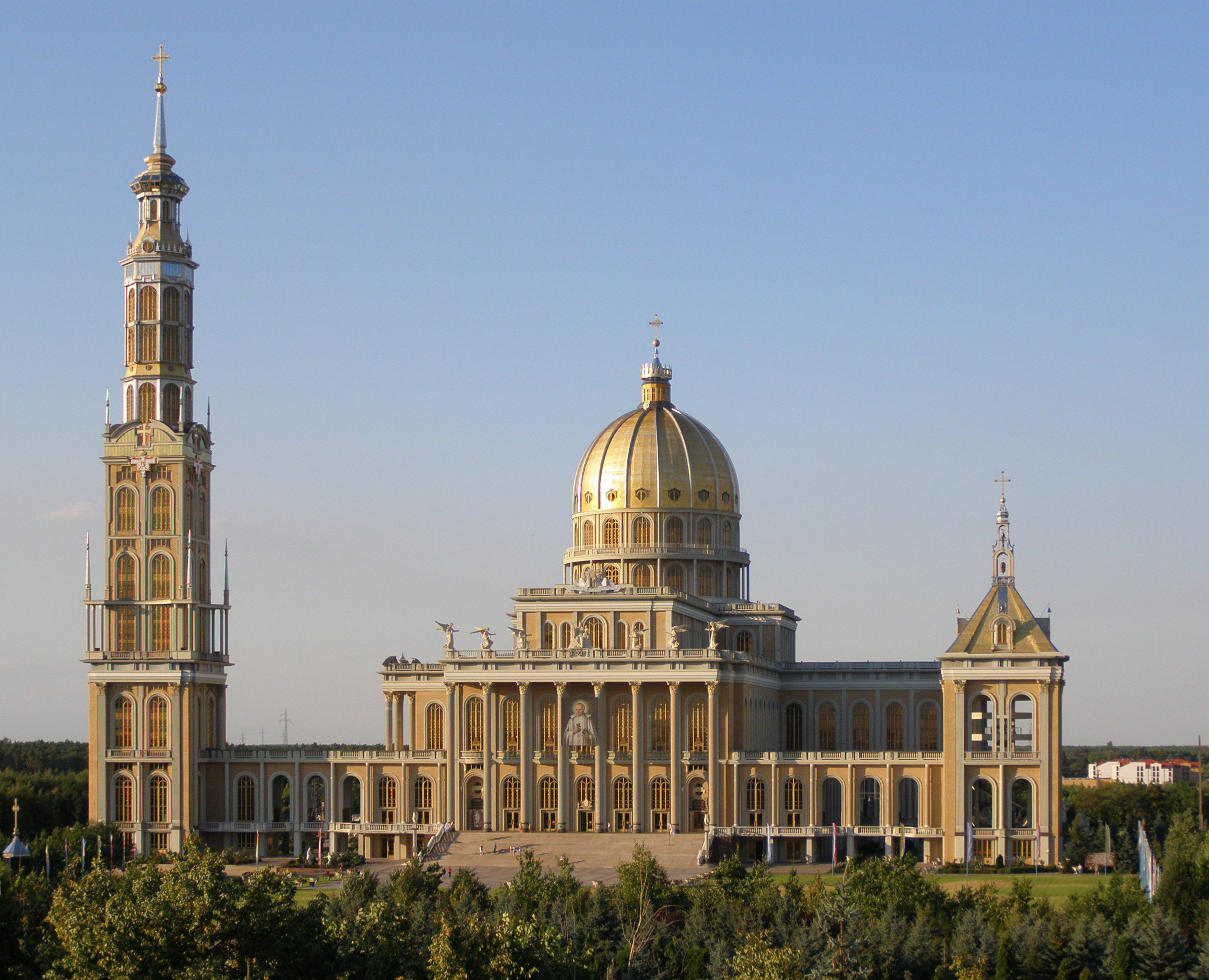
Basílica en Licheń Stary

Barbara Bielecka (1 de enero de 1931, Chełm) es una arquitecta polaca, miembro de la Facultad de Arquitectura de la Universidad Tecnológica de Gdańsk. Diseñó el Santuario de Nuestra Señora de Licheń, la iglesia más grande de Polonia, y la sexta más grande por área en el mundo. Fue construida entre 1994 y 2004. En mayo de 1985, se unió a la Comisión de Planeación Urbana y Arquitectura en la Academia Polaca de Ciencias en Cracovia.